# Refuge faunique national maritime d'Alaska
Le Refuge faunique national maritime d'Alaska (en anglais : Alaska Maritime National Wildlife Refuge ou ANMWR) est une réserve faunique située en Alaska aux États-Unis. Son statut a été établi en 1980 par l'Alaska National Interest Lands Conservation Act. Il est administré à Homer.

## Description
D'une superficie de 13 831,17 km2, il comprend 2 400 îles, des zones côtières, des récifs dont 10 700 km2 en réserve intégrale. Il s'étend à l'ouest du cap Lisburne dans la mer des Tchouktches aux îles Aléoutiennes, et à l'est jusqu'à l'Alaska Panhandle.
Il se compose de plusieurs types de zones végétales : toundra, forêt humide, falaise, volcans, plages, lacs et rivières.

## Faune
Le Refuge est bien connu pour son abondance d'oiseaux de mer. Environ 75 pour cent des oiseaux marins indigènes d'Alaska, 15 à 30 millions parmi 55 espèces, utilisent le refuge. L'AMNWR fournit également un habitat de nidification à environ 40 millions d'oiseaux de mer, soit 80 % de tous les oiseaux de mer en Amérique du Nord. L'été il héberge de nombreux oiseaux de mer, qui se réunissent en d'importantes colonies le long de la côte selon leurs spécificités de nidification. Chaque espèce a un site de nidification spécialisé (corniche rocheuse, crevasse, moellons rocheux, pinacle ou terrier). Les autres animaux présents dans ce refuge comprennent le caribou, les ours, les coyotes, les lynx du Canada, les castors, les renards, les rats musqués, les loups, les orignaux, les loutres de rivière, les martres, les mouflons de Dall.

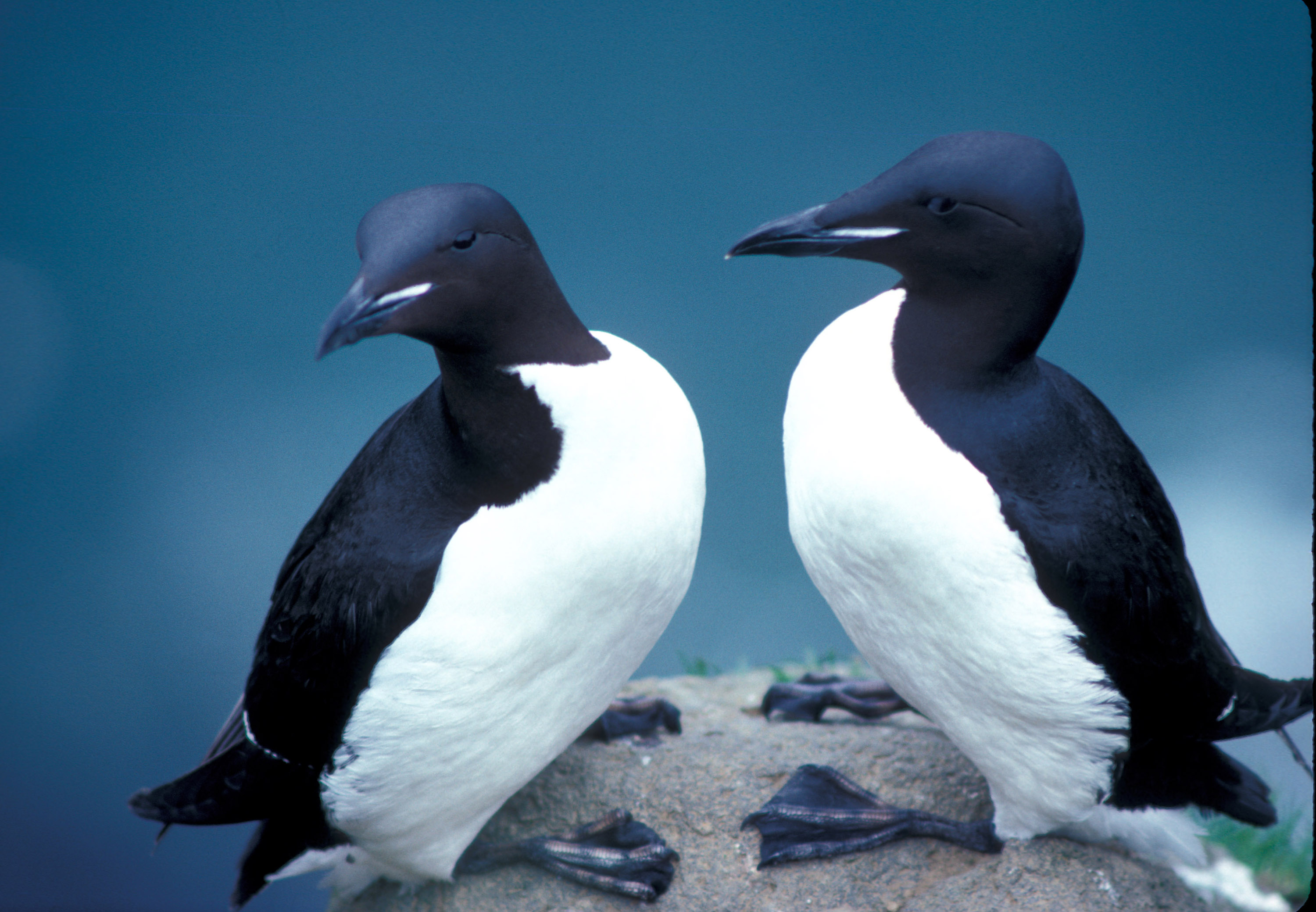
Oiseaux du parc.

On y trouve aussi diverses sortes de mammifères marins comme le Lion de mer, les otaries, morses et phoques, les cétacés et loutres de mer.

## Organisation
Le refuge faunique est divisé en cinq unités :
- Golfe d'Alaska ;
- Péninsule d'Alaska ;
- Îles Aléoutiennes ;
- Mer de Béring ;
- Mer des Tchouktches.

## Photos du refuge

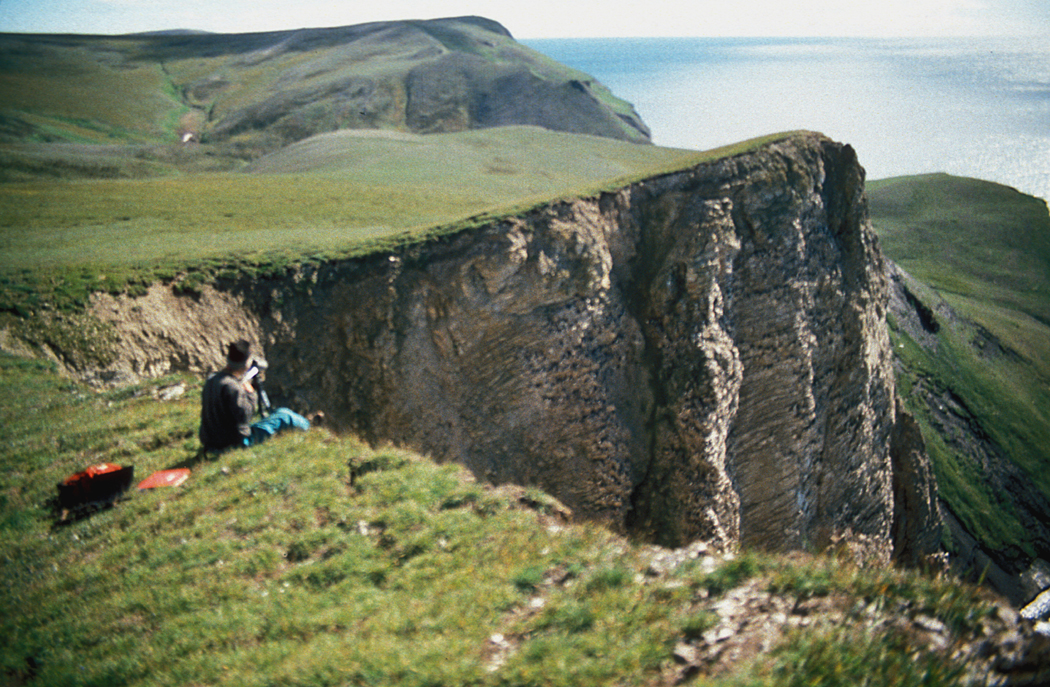
Cap Thompson.
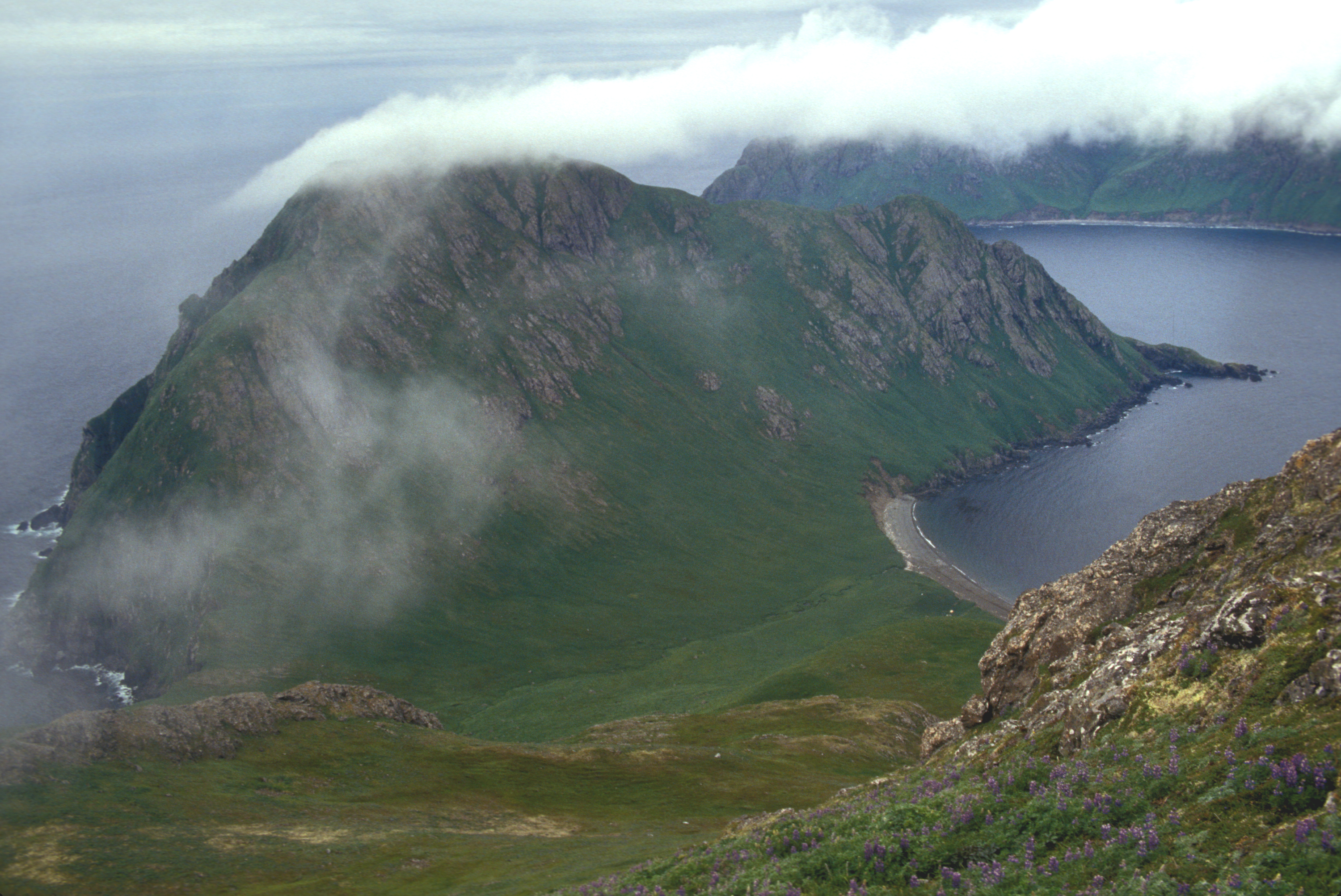
Île Amatuli.
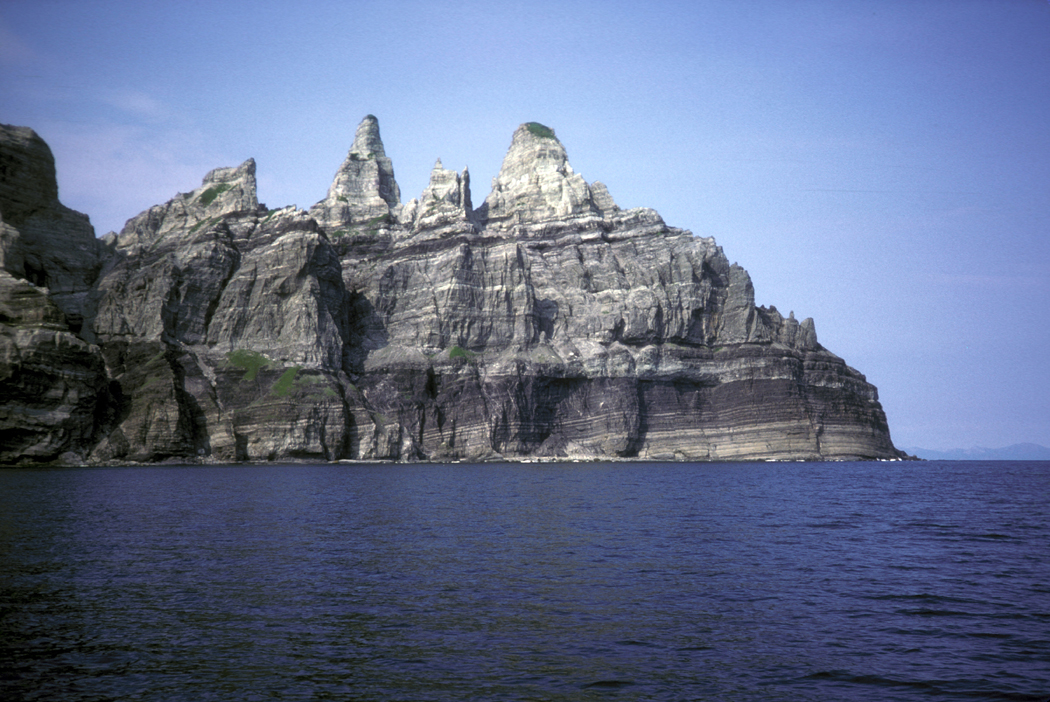
Cap Castle.
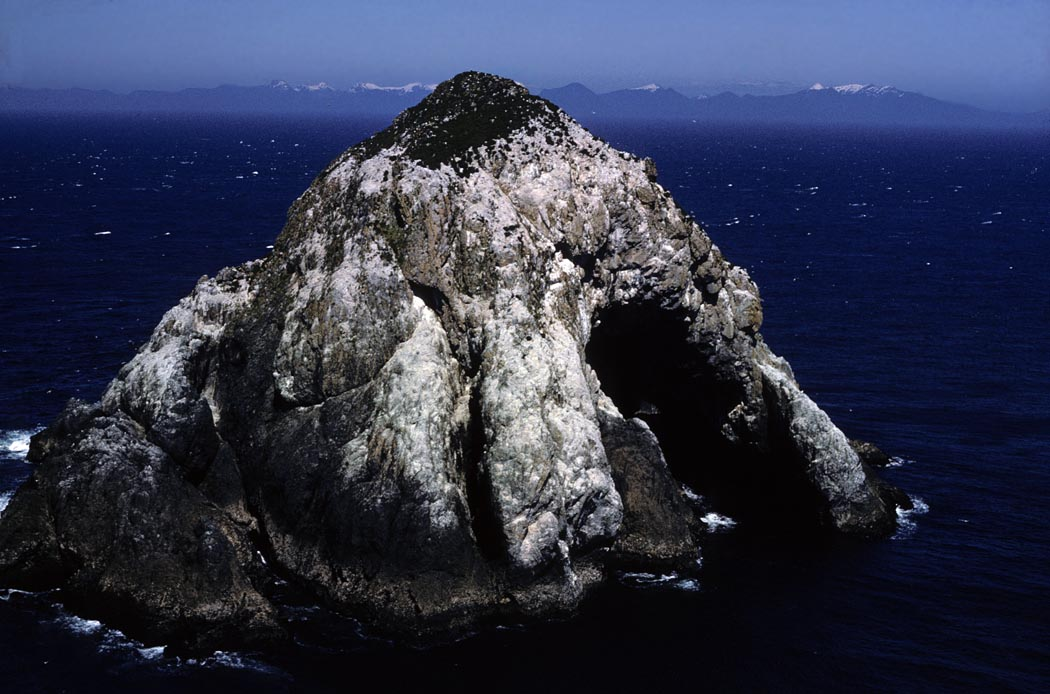
Îlot Hazy.
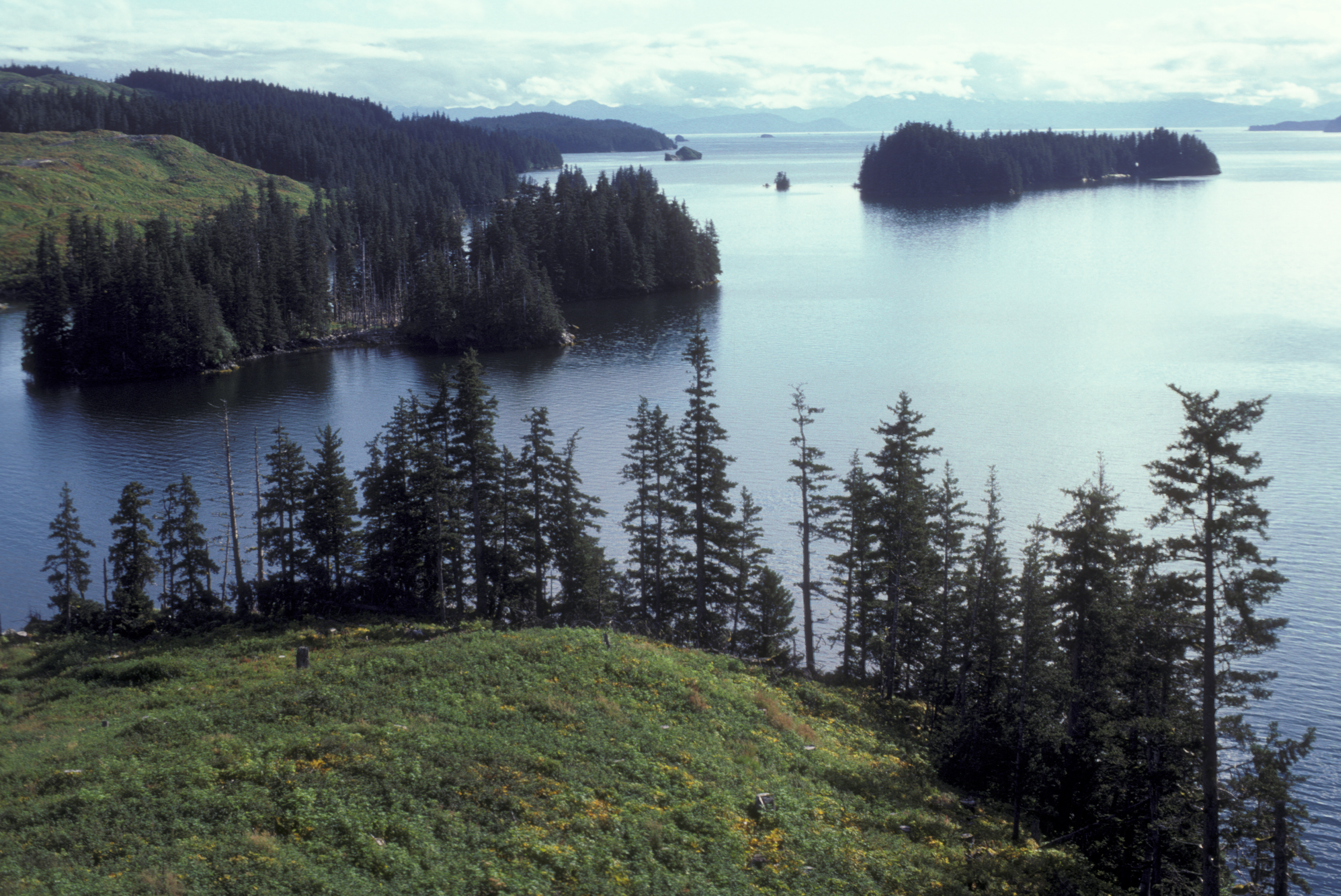
Rivages d'Afognak.
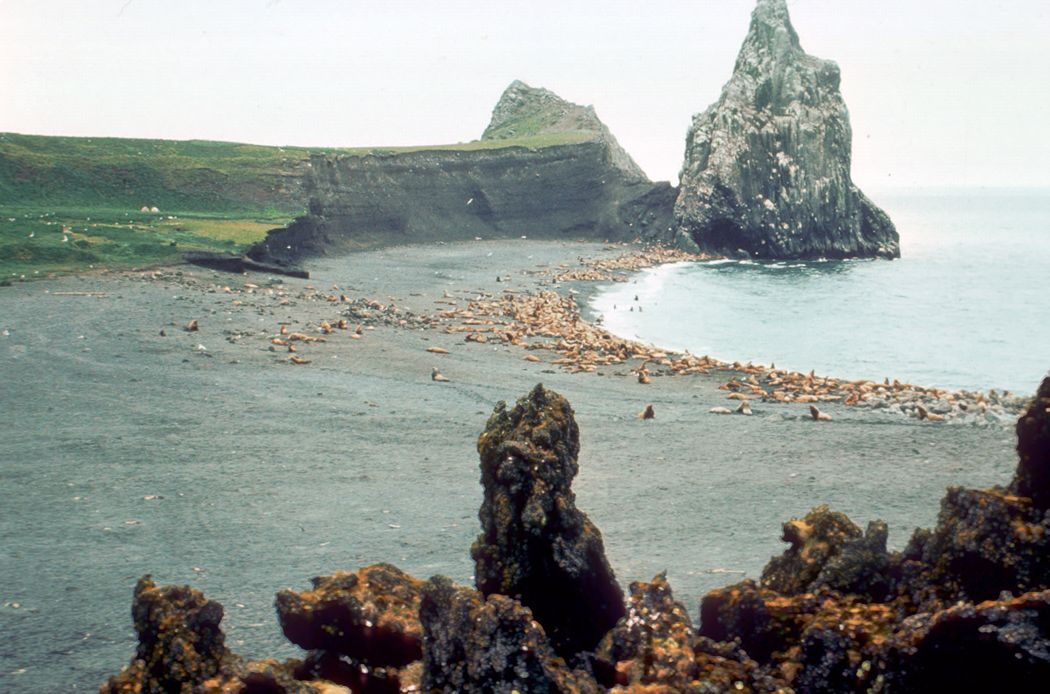
Morses.
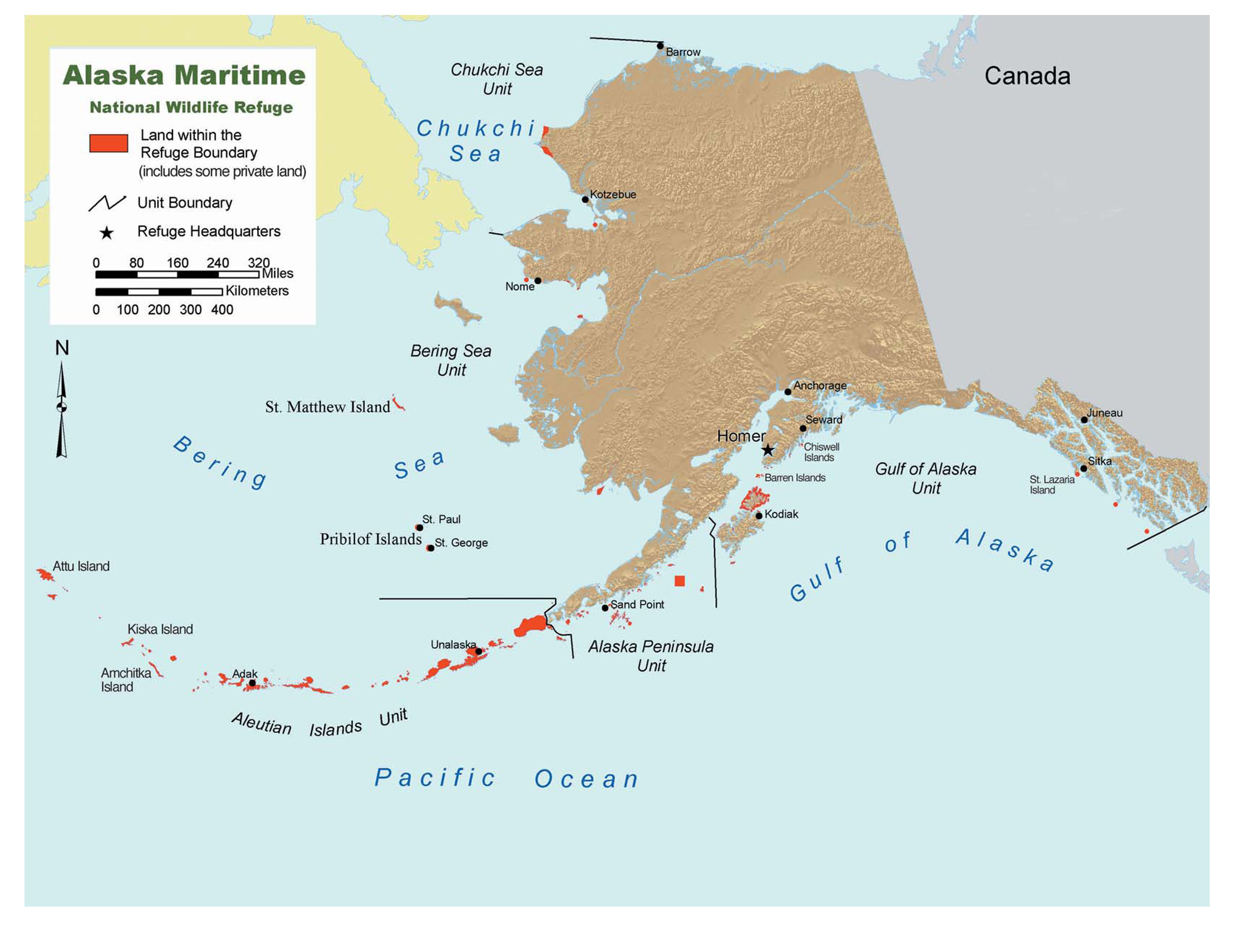
Carte du Refuge.